# Désiré-Francois Ammomoodhoo
Désiré-Francois Ammomoodhoo (sinh ngày 10 tháng 1 năm 1978) là một cầu thủ bóng đá người Mauritius hiện tại thi đấu cho AS Port-Louis 2000 ở Giải bóng đá ngoại hạng Mauritius và cho Đội tuyển bóng đá quốc gia Mauritius ở vị trí thủ môn. Anh nằm trong đội tuyển quốc gia Mauritius trong Trò chơi điện tử Giải vô địch bóng đá thế giới 2010 chính thức.